# 大河原町立金ケ瀬中学校
大河原町立金ケ瀬中学校（おおがわらちょうりつ かながせちゅうがっこう）は、宮城県柴田郡大河原町にある公立中学校である。

## 沿革
- 1947年（昭和22年）4月1日 - 金ヶ瀬村立金ケ瀬中学校として開校[1]
- 1956年（昭和31年）9月30日 - 町村合併により現在の大河原町立金ケ瀬中学校に改称[1]。
- 1987年（昭和62年） - 新校舎完成[1]。

## 学区
- 金ケ瀬小学校学区全部[2]

## 校訓
- 自主、敬愛、健康[1]